# Littérature moderniste

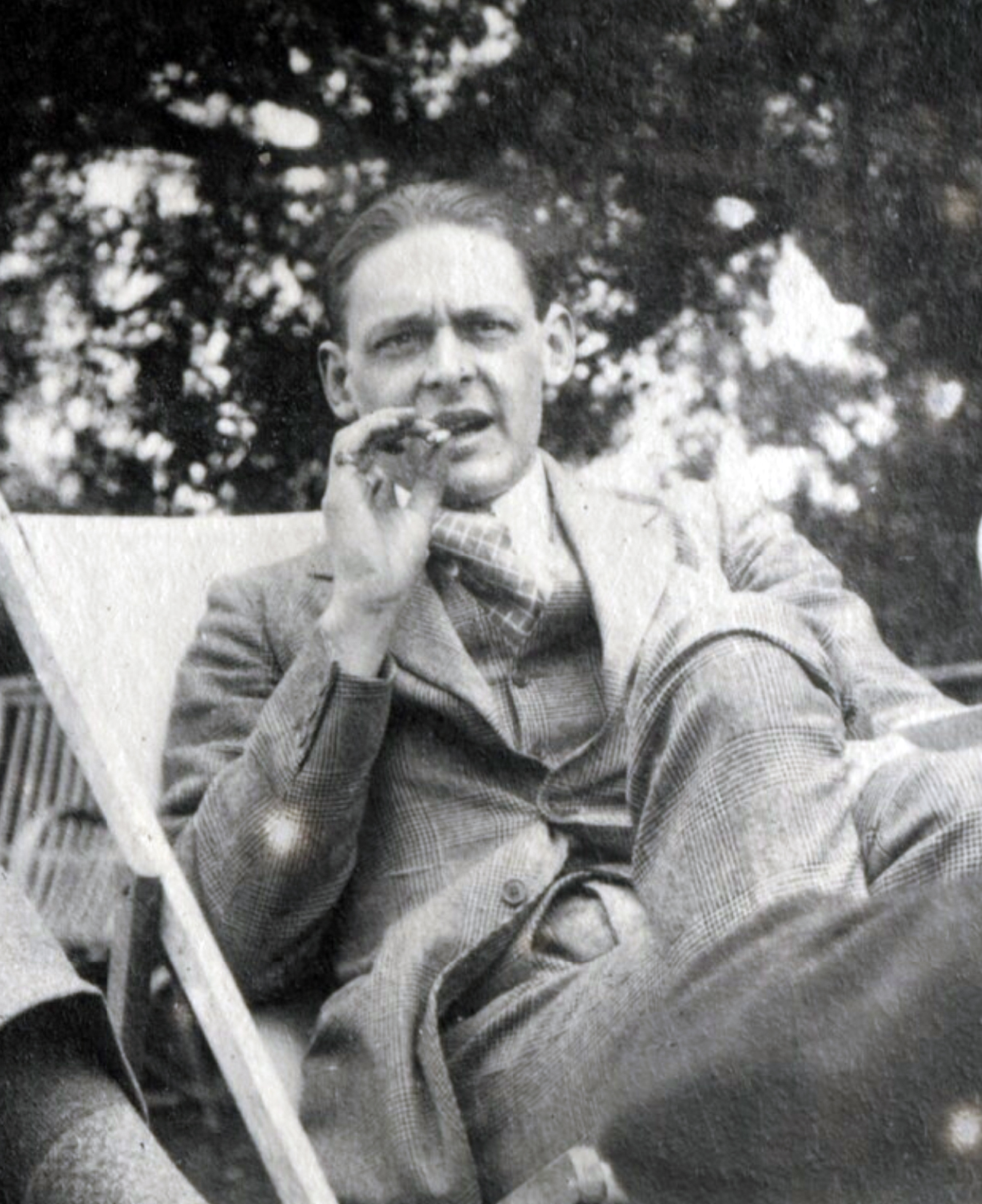
T. S. Eliot.

La littérature moderniste est l'application en littérature du modernisme.

## Auteurs
On y associe traditionnellement Knut Hamsun, dont le roman La Faim serait le premier roman moderne, ainsi que Italo Svevo, Virginia Woolf, T. S. Eliot, Gertrude Stein, Dorothy Richardson, H.D., Paul Laurence Dunbar, Ezra Pound, Mina Loy, James Joyce, William Faulkner, Jean Toomer, Ernest Hemingway, Rainer Maria Rilke, Franz Kafka, Robert Musil, Joseph Conrad, Andreï Biély, William Butler Yeats, F. Scott Fitzgerald, Luigi Pirandello, D. H. Lawrence, Katherine Mansfield, Jaroslav Hašek, Samuel Beckett, Menno ter Braak, Mikhaïl Boulgakov, Robert Frost, Boris Pasternak et pour finir Federigo Tozzi, écrivain italien qui s'identifie en tant que moderniste avec son œuvre : Con gli occhi chiusi.

### France
En France, Marcel Proust et André Gide sont les principaux représentants de ce courant.